# Hrabstwo Humboldt (Iowa)

Piramida wieku hrabstwa

Hrabstwo Humboldt – hrabstwo położone w USA w stanie Iowa z siedzibą w mieście Dakota City. Założone w 1857 roku.

## Miasta i miejscowości
- Bode
- Bradgate
- Dakota City
- Gilmore City
- Hardy
- Humboldt
- Livermore
- Lu Verne
- Ottosen
- Pioneer
- Renwick
- Rutland
- Thor

## Drogi główne
- U.S. Highway 169
- Iowa Highway 3
- Iowa Highway 15
- Iowa Highway 17

## Sąsiednie hrabstwa
- Hrabstwo Kossuth
- Hrabstwo Wright
- Hrabstwo Webster
- Hrabstwo Pocahontas